# Propolyxenus aegeus
Propolyxenus aegeus är en mångfotingart som beskrevs av Filippo Silvestri 1948. Propolyxenus aegeus ingår i släktet Propolyxenus och familjen penseldubbelfotingar. Inga underarter finns listade i Catalogue of Life.